# ماري ييتس
ماري ييتس (بالإنجليزية: Marie Yates)‏ هي رسامة بريطانية، ولدت في 1940 في لي في المملكة المتحدة.